# McKinsey Quarterly
Das McKinsey Quarterly ist eine seit 1964 in englischer Sprache erscheinende Fachzeitschrift für Management und Betriebswirtschaftslehre. Sie wird herausgegeben von der Unternehmensberatung McKinsey & Company.
Das von der Zeitschrift, deren Beiträge zumeist von McKinsey-Beratern verfasst werden, abgedeckte Feld sind neuere Entwicklungen in der Unternehmens- und Organisationsführung einschließlich des öffentlichen und nichtgewinnorientierten Sektors. Sie erscheint vierteljährlich, zudem gibt es zusätzlich eine jährliche Sonderausgabe.